# Cheiloneuromyia simpliciscutellum
Cheiloneuromyia simpliciscutellum är en stekelart som beskrevs av Girault 1915. Cheiloneuromyia simpliciscutellum ingår i släktet Cheiloneuromyia och familjen sköldlussteklar. Inga underarter finns listade i Catalogue of Life.